# Sterlina di Jersey
La sterlina di Jersey è la valuta emessa dal Baliato di Jersey, che è in unione monetaria con il Regno Unito. La sterlina di Jersey non è una valuta separata, ma è un'emissione di banconote e monete da parte dello Stato di Jersey in sterline, in modo simile a quanto avviene in Scozia o nell'Irlanda del Nord. La valuta può essere cambiata alla pari con altre sterline del Regno Unito.
Per questa ragione, il codice ISO 4217 non include una combinazione di caratteri diversa per la sterlina di Jersey, ma quando è necessario distinguere le due valute viene utilizzata la sigla JEP.
Sia le banconote di Jersey che quelle emesse dalla Banca d'Inghilterra hanno corso legale a Jersey e possono circolare insieme, come anche la sterlina di Guernsey e le banconote scozzesi. Viceversa, le banconote di Jersey non hanno corso legale in Inghilterra, Scozia e Galles, mentre le monete di Jersey circolano liberamente nel Regno Unito avendo la stessa forma delle monete inglesi.

## Storia
La livre tournois era usata come valuta legale a Jersey da secoli, ma fu abolita durante il periodo della rivoluzione francese. Anche se le monete non erano più coniate, rimasero in corso legale a Jersey fino al 1837, quando le difficoltà nei commerci e nei pagamenti obbligarono all'adozione della sterlina come valuta legale. La livre tournois circolò ufficialmente insieme alla valuta britannica fino al 1834, quando il Consiglio adottò la sterlina come unica valuta ufficiale di Jersey; la ex valuta continuò comunque a circolare in forma non ufficiale. Il tasso di cambio tra le due valute era 1 livre 4 sous = 1 scellino (1 sou = ½ penny) durante il XVIII secolo, ma cambiò in 1 livre 6 sous = 1 scellino all'inizio del XIX secolo. Siccome i sous francesi rimasero le principali monete diffuse, quando fu introdotto un nuovo conio in rame nel 1841, fu basato su un valore del penny pari a 1/13 dello scellino, l'equivalente di 2 sous. Le monete erano coniate nei tagli da 1/13, 1/26 e 1/52 di scellino.
Nel 1867 le monete in rame furono sostituite da monete in bronzo.
Nel 1877 fu introdotto un penny pari a 1/12 di scellino, ma le denominazioni continuarono a essere scritte come frazioni dello scellino; infatti la moneta da 3 pence emessa nel 1957 portava la scritta "un quarto di scellino".
Fino al 1831 emettevano banconote un gran numero di istituzioni e anche di privati cittadini. Stampavano banconote de parrocchie di Jersey, come anche la Vingtaine de la Ville. La legislazione del 1831 tentò di regolare l'emissione, ma le parrocchie e la Vingtaine de la Ville furono esentate dai provvedimenti.
Durante l'occupazione tedesca nella seconda guerra mondiale, fu stampata una serie di banconote disegnate da Edmund Blampied.
Insieme al resto delle isole britanniche, Jersey decimalizzò la propria valuta nel 1971 (Decimal Day), e iniziò a emettere una serie di monete da ½p to 50p. Le monete da 1 e 2 sterline seguirono poi.

## Monete
Le monete di Jersey mostrano il profilo della regina Elisabetta II sul fronte, con i seguenti disegni sul retro:
- 1p Torre Le Hocq (difesa costale)
- 2p L'Hermitage (dove visse Sant'Helier)
- 5p Torre Seymour (difesa)
- 10p La Pouquelaye de Faldouet (dolmen)
- 20p Faro "La Corbière"
- 50p Castello Grosnez (rovine)

Le monete vengono coniate, ma sono meno utilizzate delle banconote. I disegni sul retro delle monete di Jersey includono anche le 12 parrocchie e navi storiche costruite sull'isola. Il motto scritto sul lato delle monete è Insula Caesarea (in latino; la traduzione è "Isola di Jersey"). Sono coniate anche le monete da due sterline, ma in piccole quantità che si incontrano raramente.

## Banconote dello stato di Jersey
Le attuali banconote ritraggono la Regina Elisabetta II sul fronte e vari paesaggi di Jersey o fatti della storia sul retro. La filigrana rappresenta una mucca di Jersey.
- Banconota da 1 sterlina: verde con la chiesa di San Helier. Nel 2004 fu introdotta un'edizione speciale della banconota da £1 insieme a quella con la chiesa di San Helier; questa banconota commemorativa ricorda l'800º anniversario della divisione dal ducato di Normandia nel 1204 e conseguentemente ha come soggetto il castello del Monte Orgueil e altri simboli storici.
- Banconota da 5 sterline: viola, con il faro La Corbière
- Banconota da 10 sterline: rossa, The Death of Major Pierson, Battaglia di Jersey, 1781
- Banconota da 20 sterline: blu, con il castello di Saint Ouen.
- Banconota da 50 sterline: marrone, con il Palazzo del Governo.